# Swiss Bond Index

Struktur der SBI®-Familie. Stand: Februar 2007.

Der Swiss Bond Index (Abkürzung: SBI) ist der bekannteste Obligationen-Index der Schweiz.
Er wird von der SIX Swiss Exchange berechnet und publiziert. 
Der SBI widerspiegelt die Preisentwicklung der in Schweizer Franken (CHF) denominierten Anleihen, 
welche an der SIX kotiert sind und die Aufnahmekriterien erfüllen. 
Der Index liefert verschiedene Daten über den schweizerischen Obligationenmarkt, so etwa über:
- das aktuelle Zinsniveau und die erwarteten zukünftigen Zinssätze,
- die Herkunft und Bonität der Emittenten,
- die durchschnittliche Restlaufzeit der kotierten Anleihen
- sowie die Gesamtkapitalisierung als Hinweis für die Beanspruchung des Kapitalmarktes.

## Bedeutung des Swiss Bond Index
Der SBI wird von zahlreichen institutionellen Investoren als Benchmark (Referenzgrösse) für ihr eigenes Portfolio an CHF-Obligationen verwendet. Zudem existiert ein Börsengehandelter Fonds (ETF), welcher eine direkte Investition in den Sub-Index SBI® Domestic Swiss Government ermöglicht (Stand: Februar 2007).
Hingegen dient der SBI® weniger als makroökonomischer Indikator für das Zinsniveau in der Schweiz. Hierzu finden meist die Geldmarkt- und Kassazinssätze der Schweizerischen Nationalbank (SNB) Anwendung.

## SBI Aufnahmekriterien
Um in den SBI aufgenommen zu werden, muss eine Anleihe die folgenden Aufnahmekriterien kumulativ erfüllen: 
- Jede Anleihe muss ein Rating von «BBB» oder höher besitzen.
- Die Restlaufzeit muss wenigstens ein Jahr betragen.
- Das Emissionsvolumen muss mindestens 100 Millionen CHF betragen.
- Es werden nur Anleihen mit fixem Zinssatz («Fixed-Rate-Securities») und ohne Spezialklauseln berücksichtigt.

Als Ratingquellen werden die Bewertungen der internationalen Agenturen Standard & Poor’s und Moody’s verwendet. 
Für schweizerische Anleihen werden subsidiär die Ratings der schweizerischen Grossbanken UBS, Credit Suisse und Zürcher Kantonalbank herangezogen. 
Anhand der einzelnen Ratings ermittelt die SWX ein sogenanntes «Composite Rating», wobei das schlechteste vorhandene Rating massgebend ist.

## Indexstruktur
Der SBI-Gesamtindex («SBI® Total») enthält gegenwärtig rund 900 Anleihen (Stand: Februar 2007). 
Er wird in zahlreiche Sub-Indizes nach Segmenten, Rating-Kategorien und Restlaufzeiten unterteilt. Zusammen bilden diese Indizes die «SBI®-Familie». 
Siehe hierzu die Grafik auf dieser Seite.

## Indextypen
Vom SBI® Total und allen Subindizes werden vier Indextypen berechnet:
- Total-Return-Index, Preisentwicklung inklusive Couponszahlungen
- Preis-Index, Preisentwicklung ohne Couponszahlungen
- Yield-Index (Yield-to-worst), gewichtete durchschnittliche Rendite auf Verfall bzw. ersten Kündigungstermin
- Duration-Index (Macaulay-Duration), gewichtete durchschnittliche Restlaufzeit in Jahren

## Geschichte des SBI
- 3. August 1992: Start der Berechnung («real-time») der ersten SBI Domestic und SBI Foreign Subindizes.
- 1. Januar 1996: Die Indexstände werden erneut auf 100 gesetzt.
- 1. Oktober 1998: Der SBI® Total wird erstmals berechnet.
- 1. Juli 2003: Lancierung neuer Laufzeiten-Subindizes für den SBI Domestic Swiss Government.
- 1. Januar 2007: Die Struktur der SBI-Familie wird grundlegend überarbeitet; die Rating-Kategorien werden neu eingeführt.